# Carlin
Pour les articles homonymes, voir Carlin (homonymie).
Le carlin (vient du nom du comédien Carlo Antonio Bertinazzi) est une race de chiens provenant de Chine et existant en Europe depuis au moins le XVIe siècle. Il est connu sous l'appellation de pug aux États-Unis, au Brésil, en Australie et en Angleterre (du fait de son profil en poing) et de mops (« fâché ») en Allemagne et en Russie. Il appartient à la catégorie des chiens de compagnie et des molossoïdes ou molosses.

## Description
C'est un chien de taille moyenne : environ 30 cm au garrot pour un poids moyen de 6 à 10 kg. Il existe quatre différentes couleurs de robe : fauve à masque noir, abricot à masque noir, argent à masque noir et noire. Le blanc et le bringé ne sont pas reconnus dans le standard de la race.

C'est un chien à face plate réputé pour ses ronflements, voire des ronronnements.

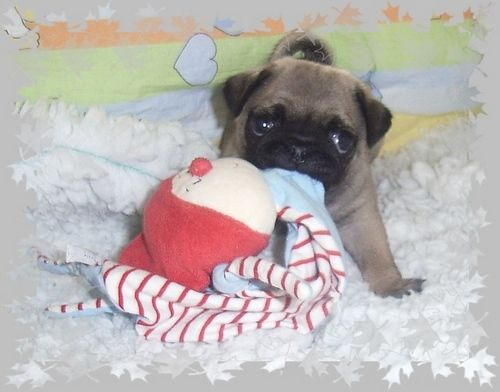
Carlin beige.

Il est très apprécié pour sa douceur et son esprit joyeux ainsi que sa vivacité. C'est un chien adapté aux jeunes enfants, qui n'est pas agressif et apprécie la compagnie humaine. Il est toutefois également connu pour être parfois têtu et glouton.
Ce fut le chien de compagnie de souveraines et de dames de la noblesse, telles que la reine Marie-Antoinette, Madame Élisabeth, la princesse Catherine Galitzine, la marquise de Pompadour, mais aussi de Joséphine de Beauharnais. Les carlins étaient aussi les chiens favoris du duc et de la duchesse de Windsor qui adoraient se faire photographier avec eux.

## Toilettage
Le carlin est d'entretien relativement aisé : s'il perd régulièrement ses poils et nécessite donc un brossage régulier, le bain n'est pas particulièrement nécessaire en conditions normales.

## Santé
Du fait de leur museau aplati, les carlins sont sujets au syndrome brachycéphale, un ensemble de troubles respiratoires conséquences de leur face écrasée, pouvant nécessiter une chirurgie.
Une étude de prévalence des maladies chez le carlin menée au Royaume-Uni montre que les carlins vus en consultation présentaient pour 16,25 % des affections oculaires, 15,60 % des troubles cutanés et 15,06 % des affections auriculaires. Parmi les troubles les plus représentés figurent l'obésité et le surpoids (13,18 %), les affections cornéennes (8,72 %), des otites externes (7,53 %) et autres affections auriculaires (7,4 %). Le syndrome brachycéphale touchait 5,15 % de la population étudiée. Plus d'un tiers des carlins présentent un processus pathophysiologique de type inflammatoire. La zone la plus touchée est la tête et le cou, suivi de l'abdomen, du thorax puis des membres.
Le museau comportant de nombreux plis et ridules, le carlin est aussi confronté à la pyodermite du pli facial.
Son espérance de vie moyenne à la naissance est comprise entre 12 et 15 années.

## Carlins célèbres

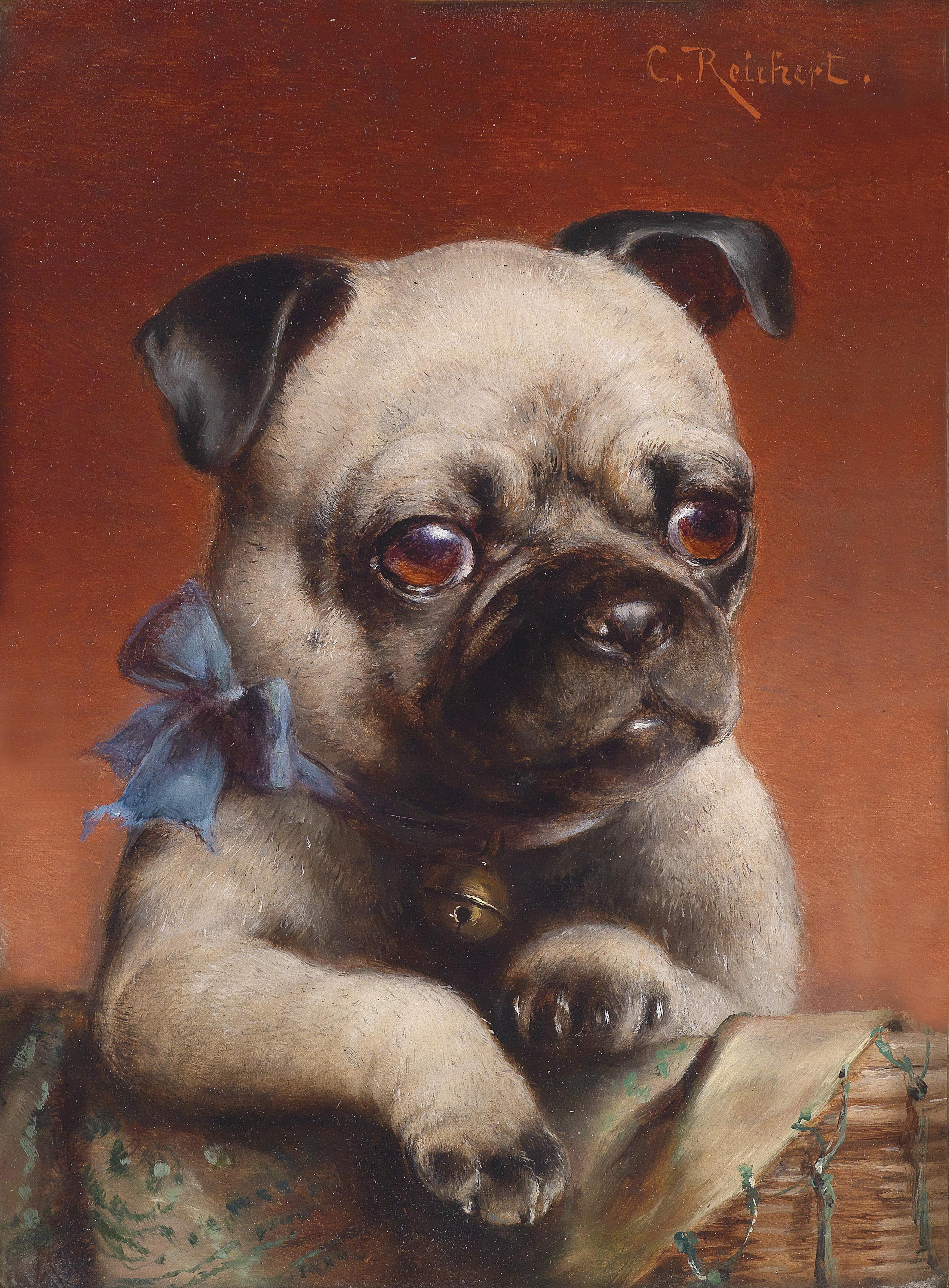
Peinture de Carl Reichert : Jeune Carlin (sans date).

- Patrick, personnage vedette du film de 2018.
- Doug the pug, un carlin très célèbre aux États-Unis.
- Fortuné, chien de Joséphine de Beauharnais.
- Dans les films Men in Black et Men in Black 2, le personnage de Frank est interprété par un carlin.
- Dans les films Kingsman : Services secrets (Kingsman: The Secret Service) et Kingsman : Le Cercle d'or (Kingsman: The Golden Circle), JB est le carlin d’Eggsy, principal agent du Kingsman.
- Horace, fidèle compagnon de Caroline Penvenen dans la série télévisée Poldark.
- Mike, personnage vedette de la série animée en 3D française Mike, une vie de chien, diffusée à partir de 2019[11].
- Petula, personnage de la série de livres pour enfants Molly Moon[12].